# Feliks Peto
Feliks Wincenty Peto (ur. 4 kwietnia 1898 w Brodnicy, zm. 24 października 1984 w Warszawie) – polski kupiec, kapitan broni pancernych rezerwy Wojska Polskiego, kawaler Orderu Virtuti Militari.

## Życiorys
Urodził się 4 kwietnia 1898 w Brodnicy, ówczesnym mieście powiatowym rejencji kwidzyńskiej, w rodzinie Władysława i Marii z domu Pilczek. W latach 1910–1917 uczęszczał do gimnazjum w rodzinnym mieście. 4 stycznia 1917 został wcielony do armii niemieckiej. W czasie rewolucji listopadowej 1918 wrócił do Brodnicy i wstąpił do Straży Ludowej.
5 maja 1919 wstąpił do Wojska Polskiego. W czerwcu 1920 został dowódcą wielkopolskiego plutonu samochodów pancernych, późniejszego 2 plutonu samochodów pancernych, który został utworzony w Bobrujsku ze sprzętu zdobytego przez 14 Dywizję Piechoty. Wyróżnił się we wrześniu 1920 w czasie zagonu na Kowel. 18 września 1920 dowódca „wypadowej grupy samochodowej”, major Włodzimierz Bochenek sporządził wniosek na odznaczenie orderem „Virtuti Militari”. Rozkazem Dowództwa 3 Armii nr 1 z 5 lutego 1921 został odznaczony wspomnianym orderem. Na początku 1922 został zdemobilizowany i przydzielony w rezerwie do 10 dywizjonu samochodowego w Przemyślu. 8 stycznia 1924 został zatwierdzony w stopniu podporucznika ze starszeństwem z 1 czerwca 1919 i 19. lokatą w korpusie oficerów rezerwy samochodowych. Posiadał wówczas przydział w rezerwie do 8 dywizjonu samochodowego w Bydgoszczy. 29 stycznia 1932 prezydent RP nadał mu stopień porucznika rezerwy z dniem z 2 stycznia 1932 i 3. lokatą w korpusie oficerów samochodowych. W tym czasie posiadał przydział do Kadry 8 dywizjonu samochodowego w Bydgoszczy. Na stopień kapitana rezerwy został awansowany ze starszeństwem z 1 stycznia 1936 i 3. lokatą w korpusie oficerów samochodowych.
Po zwolnieniu z wojska pracował w przedsiębiorstwie swojego ojca w Brodnicy. Mieszkał w Lubawie i Brodnicy. 6 sierpnia 1937 do rejestru handlowego Sądu Okręgowego w Grudziądzu została wpisana Hurtownia Prywatna Wyrobów Państwowego Monopolu Spirytusowego w Brodnicy – F. Peto z siedzibą w Brodnicy przy ul. Mostowej 2.
Zmarł 24 października 1984 w Warszawie i został pochowany na Cmentarzu Wojskowym na Powązkach (kwatera C15, rząd 4, grób 16).
Był żonaty z Wiktorią z Kowalskich (1902–1973), z którą miał dwóch synów: Mirosława (ur. 1930) i Wiesława (1933–1981).

## Ordery i odznaczenia
- Krzyż Srebrny Orderu Wojskowego Virtuti Militari nr 2852 – 3 lutego 1922[18][1][19]
- Krzyż Walecznych dwukrotnie[1][20]
- Srebrny Krzyż Zasługi
- Wielkopolski Krzyż Powstańczy – 16 lutego 1973[21]

12 czerwca 1935 Komitet Krzyża i Medalu Niepodległości odrzucił wniosek o nadanie mu tego odznaczenia „z powodu braku pracy niepodległościowej”.